# Aufbereitungsanlage

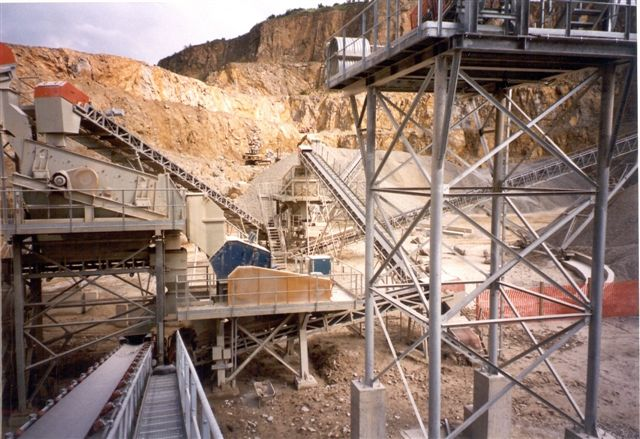
Blick auf die Siebmaschine einer Gesteinsaufbereitungsanlage.

Eine Aufbereitungsanlage dient zur Aufbereitung von Rohstoffen wie Wasser, Kohle, Erz sowie von Natursteinen, um sie in ihrer stofflichen Zusammensetzung und Beschaffenheit derart zu verändern, dass eine Weiterverwendung in der Industrie möglich ist. So werden beispielsweise Steinkohle oder Eisenerz von unerwünschten, mitgeförderten Bestandteilen abgetrennt.
Der Arbeitsschritt der Aufbereitung befindet sich zwischen der Förderung beziehungsweise dem Abbau des Rohstoffs und dessen Weiterverarbeitung. Um die Transportkosten zu vermindern, wird durch die Aufbereitung nahe den Abbaugebieten das zu transportierende Volumen stark verringert.

## Anwendungsgebiete

### Wasser
Wasseraufbereitungsanlagen sind verfahrenstechnische Einrichtungen, die Wasser den speziellen Anforderungen des Verbrauchers/Anwenders anpassen.

### Erz

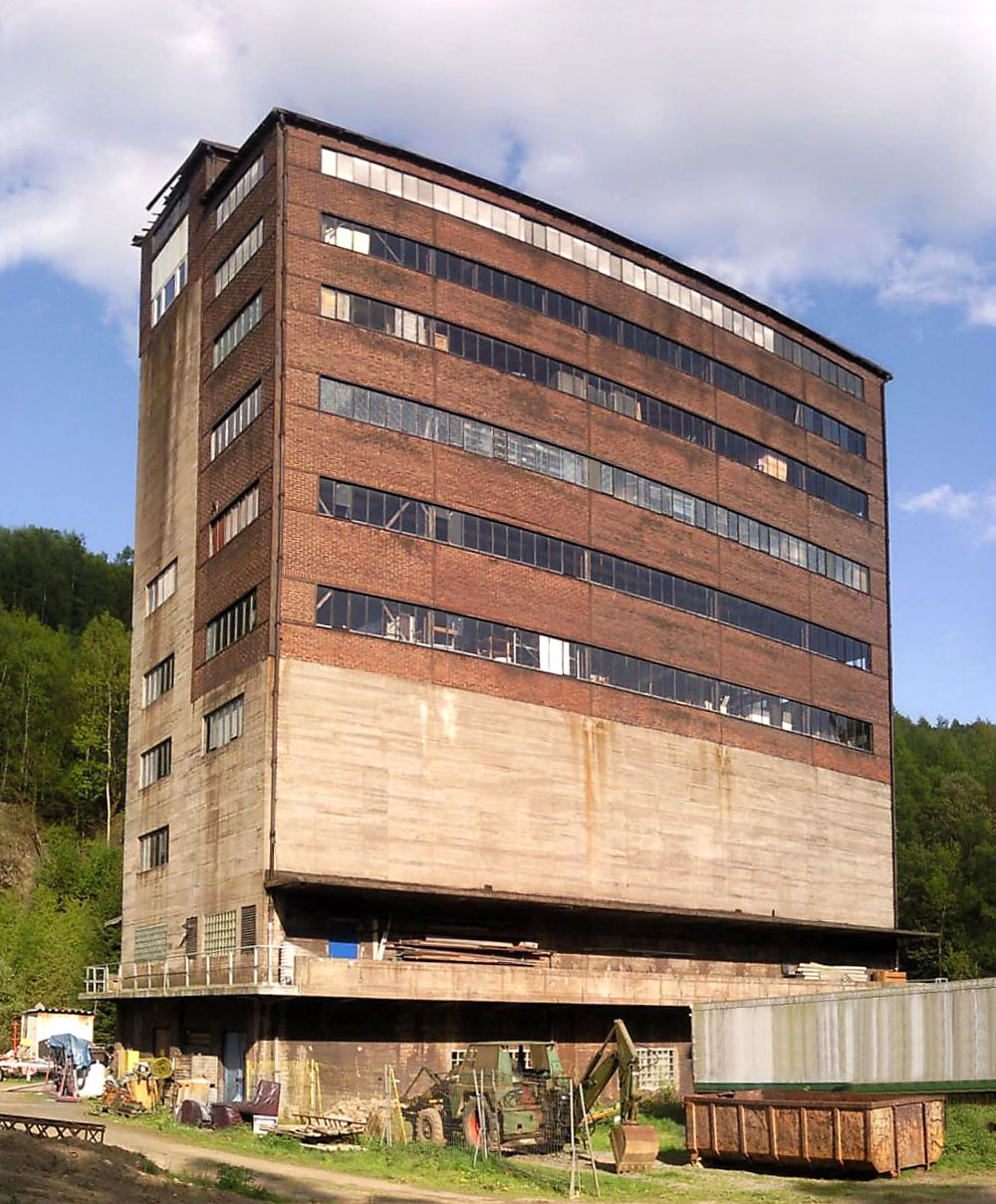
Ehemalige Erzaufbereitung der Grube San Fernando in Herdorf

In den meisten Fällen besteht ein Erz nicht nur aus zu verwertenden Erzmineralen, sondern es enthält auch große Anteile (bis mehr als 99 % in Goldlagerstätten) an Gangart, d. h. Minerale (z. B. Quarz, Calcit und andere Karbonate, Feldspäte, Glimmer) und Gesteinsfragmente, die unter den jeweils spezifischen Rahmenbedingungen wertlos sind. Außerdem kann im Bergbau in der Regel nicht vermieden werden, auch Teile des Nebengesteins mit dem Erz abzubauen. In der Aufbereitungsanlage wird dieses nicht wünschenswerte Material, so weit wie wirtschaftlich möglich, von den Erzmineralen getrennt. Auch unerwünschte Verunreinigungen (z. B. Holz, Metallstangen), die bei der Verhüttung Probleme bereiten, werden entfernt. In der Aufbereitungsanlage werden somit Erzkonzentrate hergestellt. Die Aufbereitungsrückstände (oder Tailings) werden – meist in der Nähe des Erzbergwerks bzw. der Aufbereitung – in Becken gelagert.
Die Erzaufbereitung beinhaltet folgende Schritte:
1. Brechen, das Brechen des geförderten Erzes bis zu einer für Förderung, Mahlung oder Vorsortierung hinreichend kleinen Korngröße erfolgt in Brechern.
2. Mahlen, schließt sich vielfach an das Brechen an und erfolgt in Mühlen. Bei nassmechanischen Verfahren entsteht aus dem gemahlenen Erz eine pumpfähige Suspension.
3. Klassieren, ein Trennprozess, bei dem (z. B. durch Absieben) die zerkleinerten Erze in verschiedene Größenklassen unterteilt werden.
4. Flotieren, beim physikalisch-chemischen Trennprozess werden im Wasser dispergierte oder suspendierte Stoffe durch anhaftende Gasblasen an die Wasseroberfläche transportiert und dort abgeschöpft. Als Produkt entsteht das Erzkonzentrat.
5. Eindicken, durch die Schwerkrafteinwirkung erfolgt in Radial-, Pasten- oder Hochleistungseindickern eine Fest-Flüssig-Trennung, bei der die Konzentration der Feststoffe erhöht wird
6. Filtrieren, eine sich oftmals ans Eindicken anschließende Fest-Flüssig-Trennung, bei welcher der Feststoff in Filtern, z. B. Vakuumbandfiltern, entwässert und ggf. gereinigt wird.
7. Trocknen, der abschließende Prozess beim Trennen von Feststoff und Flüssigkeit, bei dem der Feststoff mittels Wärmezufuhr getrocknet wird, meist in Rotationsöfen.
8. Lagern, je nach weiterer Verwendung wird das getrocknete Erzkonzentrat als Pulver oder als Pellets gelagert.
9. Rückstände lagern, die feinkörnige Rückstände aus der Erzaufbereitung (Tailings), die zumeist in Form von Schlämmen vorliegen, und vor allem aus Gangartmineralien bestehen, werden in Absetzbecken gelagert.

### Kohle
Rohkohle ist nach der Förderung von Nebengestein wie Sandstein und Tonschiefer sowie von Mineraleinschlüssen (Ölschiefer, Brandschiefer, Schwefelkies, Kalkspat, Spateisenstein etc.) durchsetzt, in diesem Zustand nicht nutzbar und muss aufbereitet werden.

### Naturstein, Kies und Sand

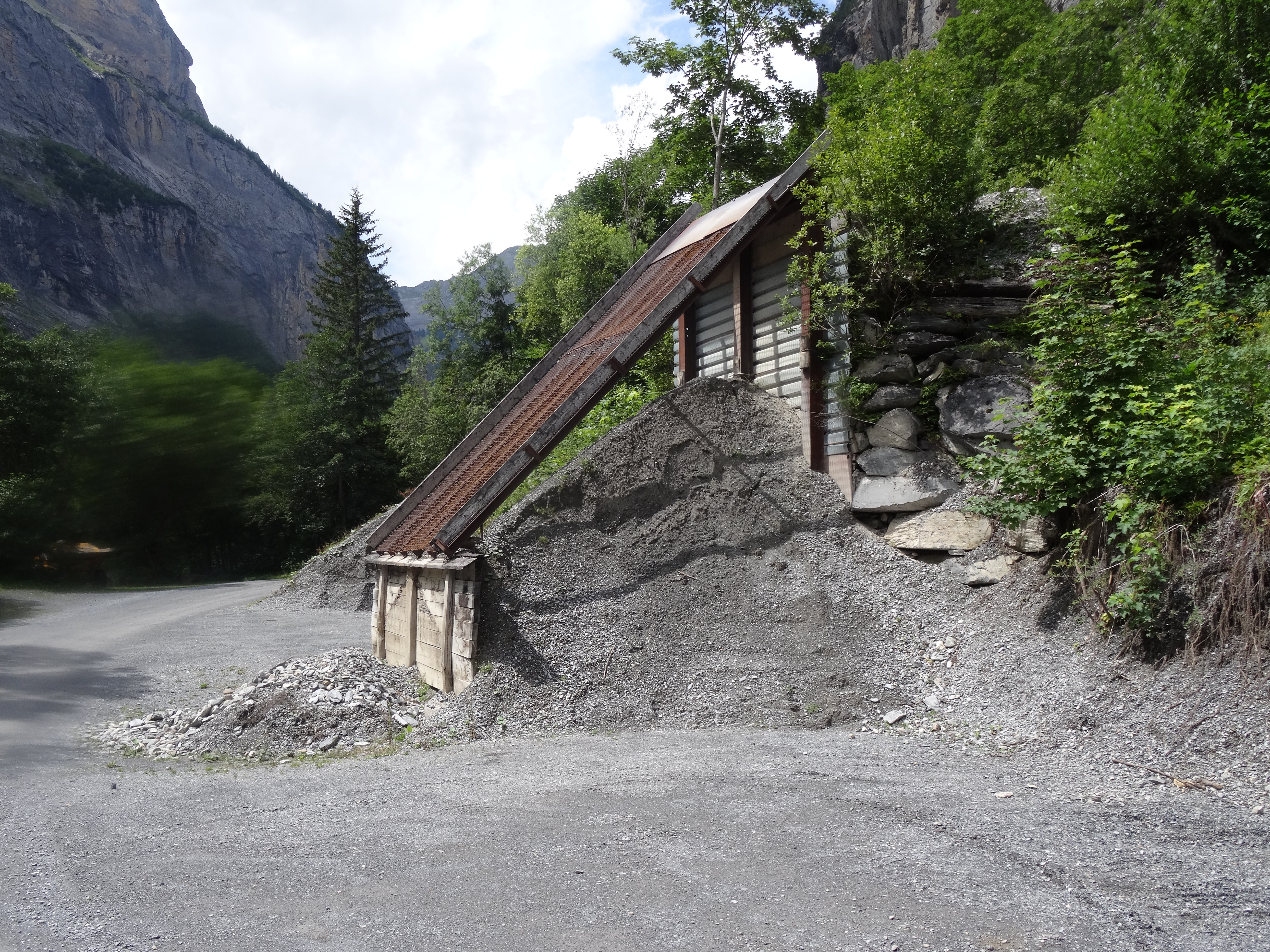
Einfache Trennanlage zur Gewinnung von Kies

Die Aufbereitung der Rohstoffe Kies und Sand sowie Natursteine (wie etwa Kalk und Gips) dient im Wesentlichen dazu Verunreinigungen zu beseitigen, gewünschte Körnungsgrößen herzustellen, die Kornform zu verbessern und die Produkte entsprechend der Korngröße (oder anderer Kriterien) zu klassieren. Die Weiterverwendung beispielsweise in der Betonherstellung erfordert eine Aufteilung der Gesteinskörnung in verschiedene Fraktionsgruppen.

## Verfahren
1. In Brechern werden die Materialien zerkleinert.
2. In Fließrinnen, Sinkscheidern oder Setzmaschinen werden die Bestandteile aufgrund des unterschiedlichen spezifischen Gewichtes getrennt (Kohlewäsche).
3. In Siebmaschinen erfolgt eine Klassierung nach Größe.
4. In Hydrozyklonen erfolgt eine Schweretrennung unter Zusatz von Flotationsreagenzien in der Flotation.

Im Laufe der Aufbereitung können auch Fremdprodukte beigemischt werden. Bei der Erzaufbereitung etwa werden so Sekundärrohstoffe wie metallhaltige Filter-Stäube oder Hüttenumlaufprodukte mit den primären Rohstoffen vereinigt. Auf diese Art und Weise werden zum Beispiel metallhaltige Stahlwerkstäube wieder in den Hochofenprozess integriert.
Für die Vielfalt der sekundären Rohstoffe im Müll- und Schrottsektor sind komplexe verfahrenstechnische Maßnahmen notwendig. Für ein Industrieland ist der vorhandene, umlaufende, sekundäre metallhaltige Rohstoff enorm wichtig – entsprechend ist das Zerkleinern (etwa das Schreddern von Altautos), Sortieren und Rückführen (Recycling von Komponenten wie Kunststoff, kupferhaltige Elektrokabel, Fensterscheiben-Glas und Blei aus Altakkus) ein besonderes Thema der Aufbereitung.